# Île de Valentia
L'île de Valentia est située au sud-ouest de l'Irlande, dans le « Ring of Kerry ».

## Présentation
Valentia ne fut pas baptisée ainsi par les Espagnols : c'est l'anglicisation du nom irlandais Oilean-Bheil-Inse (île de la ville du plan d'eau). Valentia comptait 2 920 habitants en 1841, elle est aujourd'hui habitée de manière permanente par 650 personnes. Elle se caractérise par un climat océanique, avec une température de 15 °C en moyenne l'été. La température descend rarement en dessous de 0 °C l'hiver (11 jours de gel par an en moyenne).
L'île se présente sous une forme allongée (11,2 km de long par 3,2 au plus large) et est reliée à l'Irlande par un pont construit en 1971. Un bac au niveau de Knightstown assure également la liaison avec l'Irlande au niveau de Reenard Point à côté de Cahersiveen.
La pointe de Bray, à l'extrémité Ouest de l'île, est marquée d'une tour de guet en pierre datant du XVIe siècle. Depuis le site s'ouvre une perspective au sud sur l'archipel des Skellig et au nord sur la péninsule de Dingle.

## Histoire
Des traces de pas d'un tétrapode de près de 400 millions d'années ont été retrouvées dans l'ardoise, probablement dues à un descendant d'un Acanthostega, un Pederpes. Jusqu'à aujourd'hui, ces traces sont les plus anciennes connues de l'histoire de la Terre. L'île de Valentia était en ce temps un marécage au pied de la chaîne calédonienne.
Bien plus tard, des traces de vie humaine datant du mésolithique ont été retrouvées dans la tourbe.
La petite île d'Illaunloughan, située dans le chenal entre l'île de Valentia et la péninsule d'Iveragh, est occupée par un monastère entre les VIIe et IXe siècles.
L'île de Valentia faisait partie du royaume puis de la principauté de Desmond, fief des Mac Carthy-Mor. Donal Mac Carthy Mor, comte de Glencar fut créé baron de Valentia en 1565, titre destiné à son fils. Taig Mac Carthy-Mor (né vers 1560 en France, mort en 1587 ou 1588), baron (alias vicomte) de Valentia, accompagne son père à Londres en juin 1565, otage en Angleterre, puis réfugié en France, où il meurt (probablement empoisonné).
Plus près de nous, l'activité humaine fut caractérisée par une importante carrière d'ardoise.

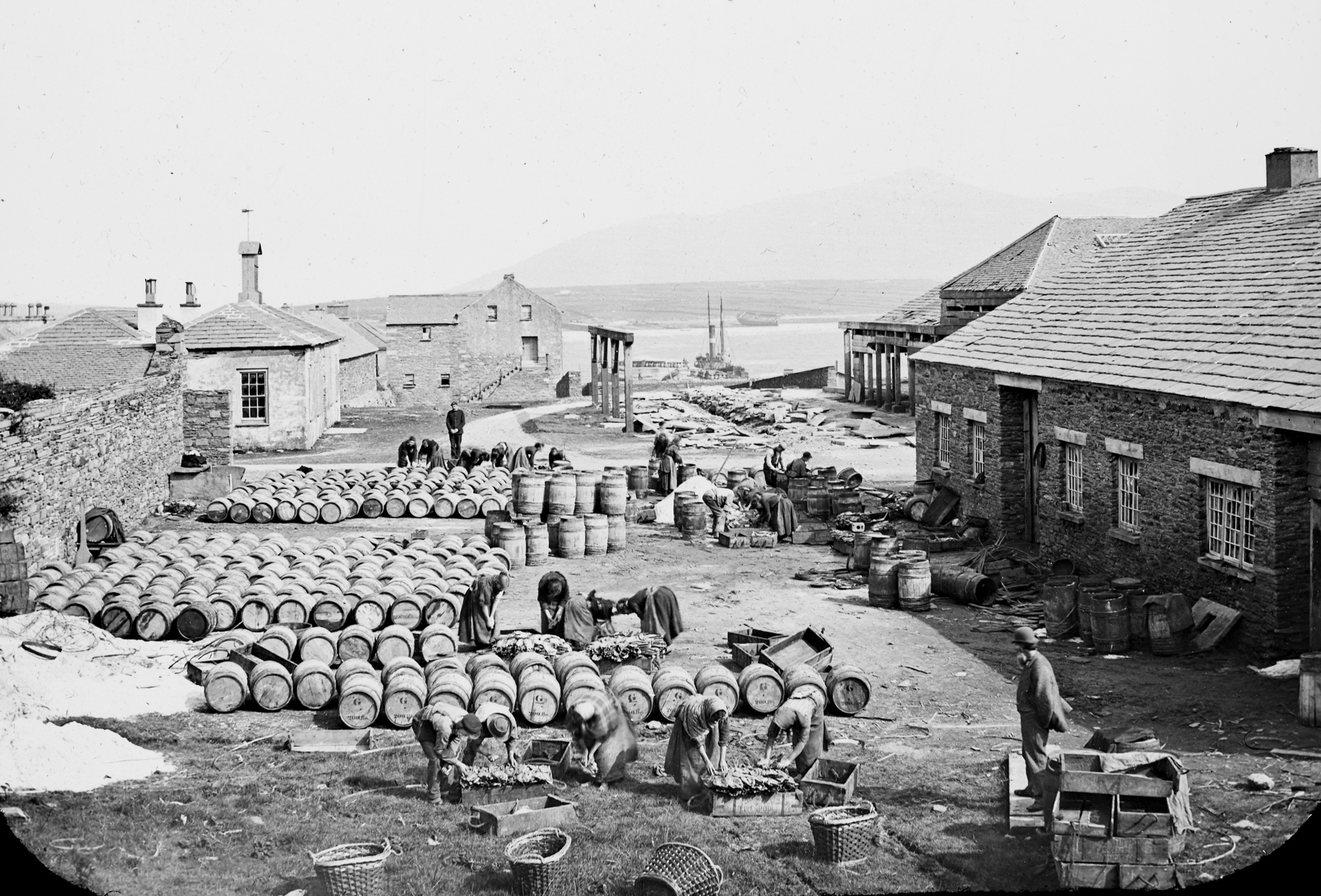
Salage du poisson dans le port de Knightstown pour son expédition vers l'Amérique, avant 1910.

Le port de Valentia est le plus à l'ouest de l'Europe, donc le plus proche de Terre-Neuve, 3 220 km séparant les deux points de Heart's Content, au Canada, et la baie de Foilhommorum, au sud-ouest de l'île, face à Portmagee. Cette situation valut à l'île d'être choisie comme lieu de construction de la station de départ du premier câble télégraphique transatlantique sous-marin au milieu du XIXe siècle.
La pose du premier câble opérationnel fut finalisée en août 1866 par le bateau mixte le Great Eastern ; le premier message fut envoyé par la reine Victoria au président des États-Unis Andrew Johnson. Les communications par câbles sous-marins fonctionnèrent ainsi jusqu'en 1966, complétées ensuite par les satellites.
Au début du XXe siècle, une des premières stations de radio-télégraphie de surveillance des navires fut implantée sur l'île. En 1906, Marconi souhaite d'abord créer un réseau de transmissions. La station du mont Geokaun, construite en dur en 1914, sert depuis à la sécurité des bateaux naviguant sur l'océan Atlantique.
La montagne Geokaun a également été aménagée afin de permettre de profiter du panorama sur Valentia et ses environs (parking payant).
L'ile est également le point de départ des excursions pour l'archipel des Skellig.

## Personnalités de l'île
- Helen Blackburn (1842-1903), féministe irlandaise née sur Valentia
- Mick O'Connell, (né en 1937), joueur de football gaélique né sur Valentia
- Tony O'Shea (né en 1947), né sur Valentia.

## Galerie

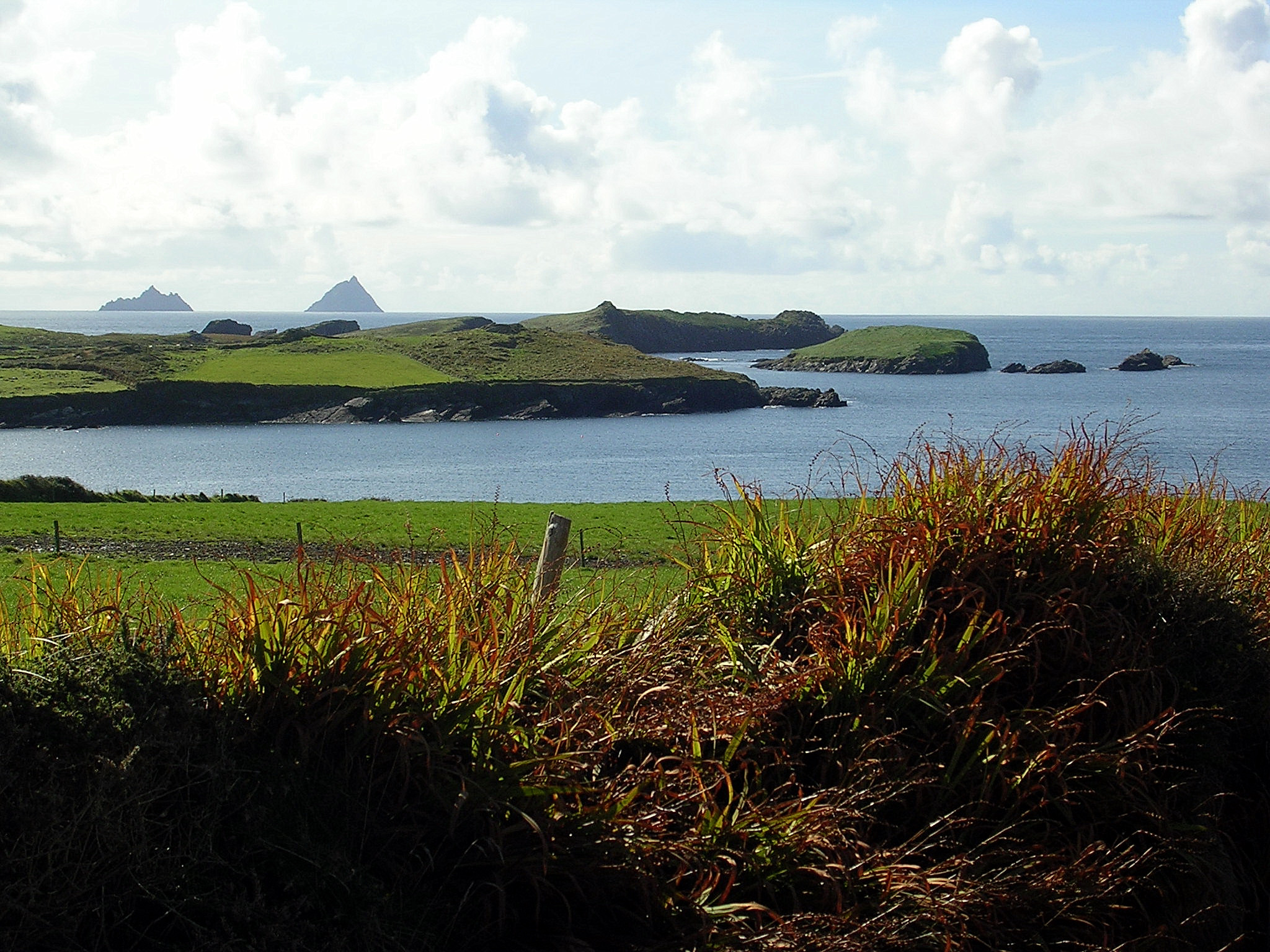
Île de Valentia, vue sur les îles Skelligs
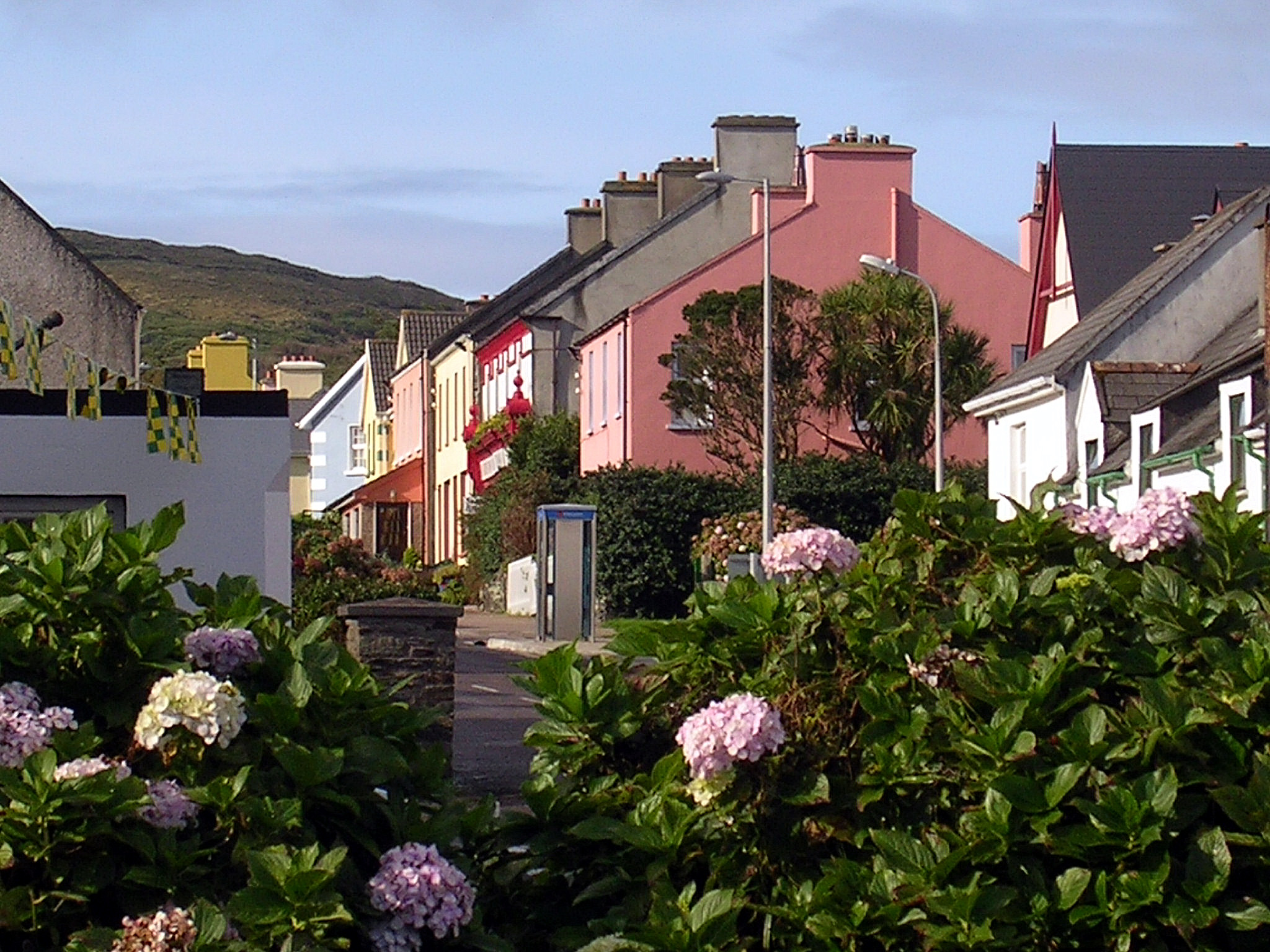
Knightstown
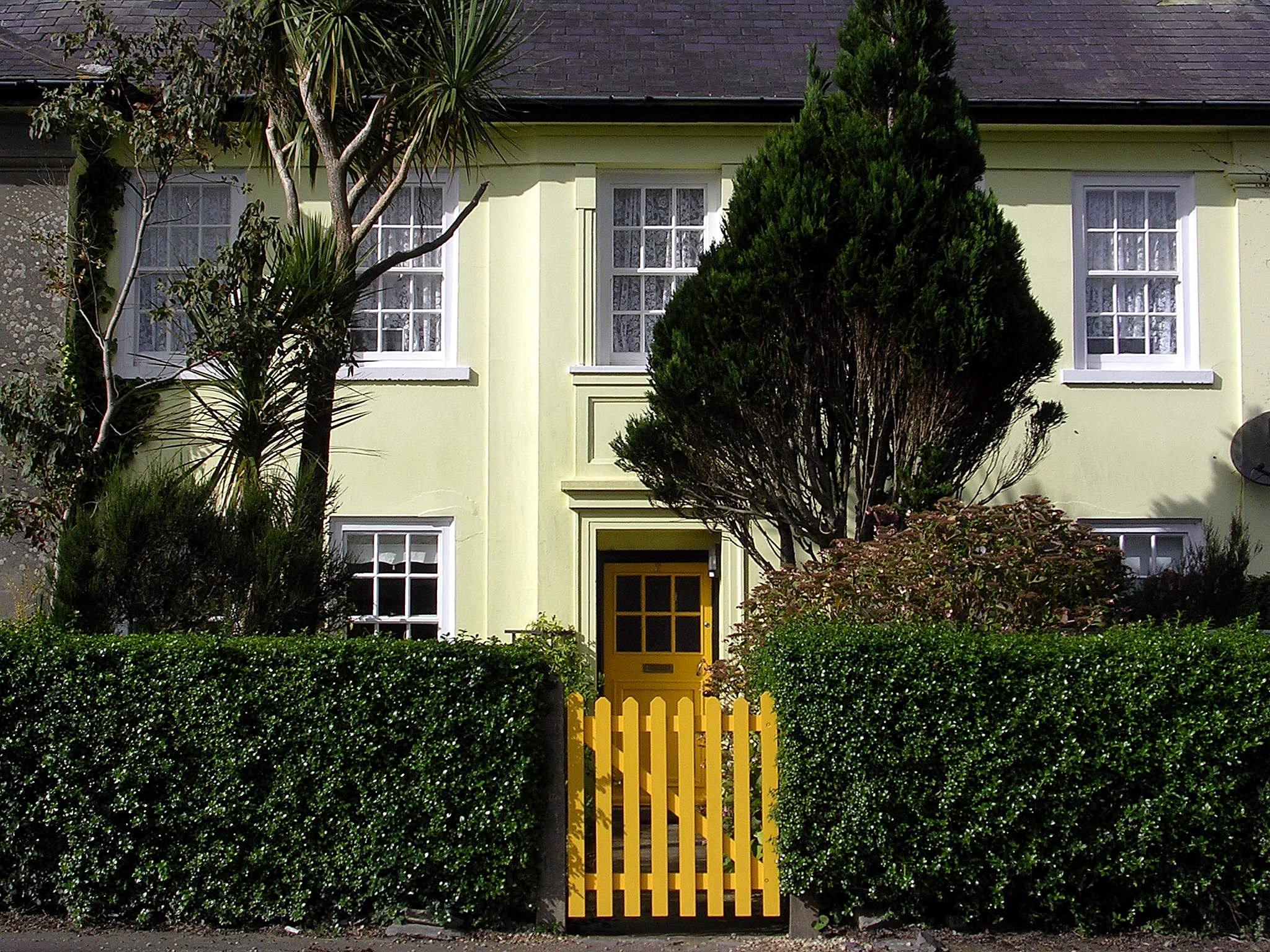
Villa
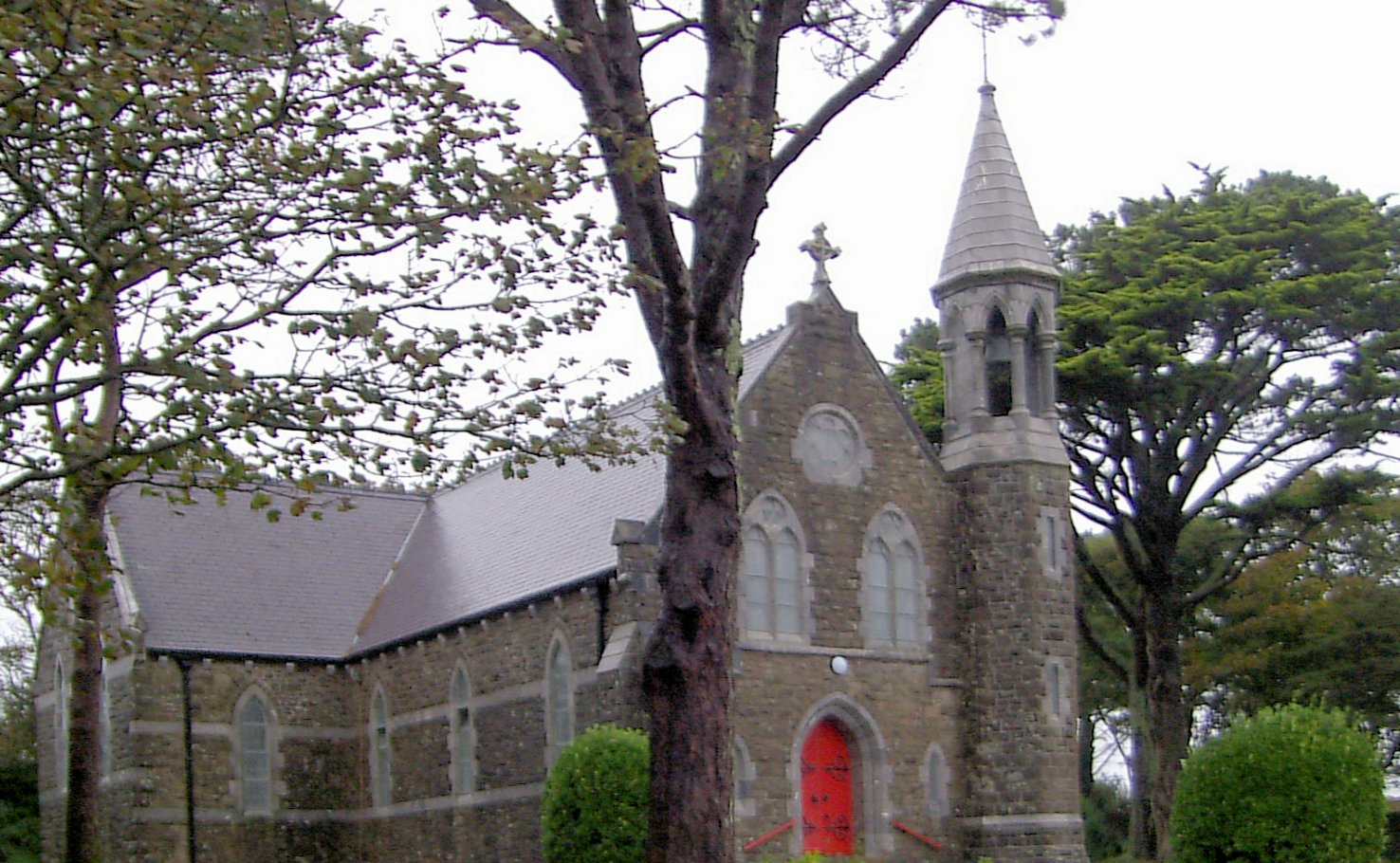
L'église
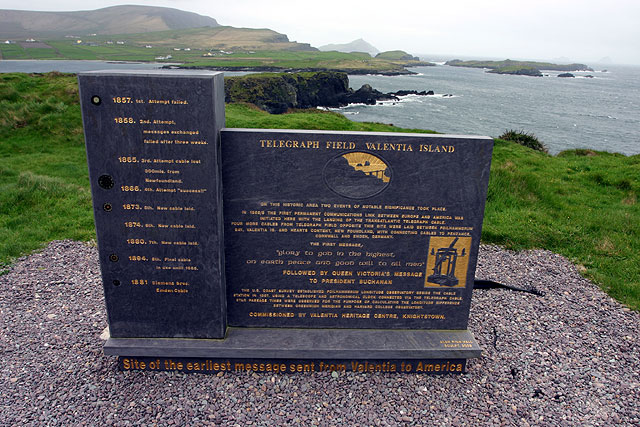
Monument dressé en souvenir de la première transmission télégraphique entre l'Europe et l'Amérique en 1866